# Interocrea specialis
Interocrea specialis is een halfvleugelig insect uit de familie Aphrophoridae. De wetenschappelijke naam van deze soort is voor het eerst geldig gepubliceerd in 1921 door Jacobi.